# Monte de San Nicolás
Monte de San Nicolás är en ort i Mexiko.   Den ligger i kommunen Guanajuato och delstaten Guanajuato, i den centrala delen av landet, 280 km nordväst om huvudstaden Mexico City. Monte de San Nicolás ligger 2 353 meter över havet och antalet invånare är 286.
Terrängen runt Monte de San Nicolás är kuperad. Runt Monte de San Nicolás är det ganska tätbefolkat, med 124 invånare per kvadratkilometer. Närmaste större samhälle är Guanajuato, 7,0 km sydväst om Monte de San Nicolás. I omgivningarna runt Monte de San Nicolás växer huvudsakligen savannskog.